# 驮卢河
驮卢河，位于中国广西壮族自治区西南部，是左江左岸支流，发源于大新县昌明乡小明山南麓，东风村淰增屯东北1千米处，向南流进入崇左市江州区境内，至左州镇龙合村折向东，至那隆镇廷内村岑吞以南左纳何大河后转东南流，至驮卢镇汇入左江。干流长73千米，平均比降2.27‰，流域面积822平方千米。